# Kirchberg (Rajna-vidék-Pfalz)
Kirchberg település Németországban, Rajna-vidék-Pfalz tartományban. Lakosainak száma 4177 fő (2023. december 31.). Kirchberg Metzenhausen, Kludenbach, Reckershausen, Heinzenbach, Unzenberg, Rödern, Maitzborn, Womrath, Hecken, Dillendorf, Nieder Kostenz és Ober Kostenz községekkel határos.

## Népesség
A település népességének változása:
| Lakosok száma | 2712 | 3948 | 3993 | 4020 | 4107 | 4177 |
|               | 1975 | 2017 | 2019 | 2021 | 2022 | 2023 |